# Pawłówek (Nowy Tomyśl)
Pour les articles homonymes, voir Pawłówek.
Pawłówek (prononciation : [paˈvwuvɛk]) est un village polonais de la gmina de Lwówek dans le powiat de Nowy Tomyśl de la voïvodie de Grande-Pologne dans le centre-ouest de la Pologne.
Il se situe à environ 3 kilomètres au nord-ouest de Lwówek (siège de la gmina), à 17 kilomètres au nord de Nowy Tomyśl (siège du powiat) et à 53 kilomètres à l'ouest de Poznań (capitale régionale).

## Histoire
De 1975 à 1998, le village faisait partie du territoire de la voïvodie de Poznań.

Depuis 1999, Pawłówek est situé dans la voïvodie de Grande-Pologne.
Le village possède une population de 58 habitants en 2010.